# Las Lagunas, Chiapas
Las Lagunas är en ort i Mexiko.   Den ligger i kommunen Bochil och delstaten Chiapas, i den sydöstra delen av landet, 700 km öster om huvudstaden Mexico City. Las Lagunas ligger 1 493 meter över havet och antalet invånare är 440.
Terrängen runt Las Lagunas är kuperad åt sydost, men åt nordväst är den bergig. Runt Las Lagunas är det ganska tätbefolkat, med 108 invånare per kvadratkilometer. Närmaste större samhälle är Bochil, 12,5 km öster om Las Lagunas. I omgivningarna runt Las Lagunas växer huvudsakligen savannskog.